# Donauwörther Forst mit Standortübungsplatz und Harburger Karab
Donauwörther Forst mit Standortübungsplatz und Harburger Karab este o arie protejată (arie specială de conservare — SAC, sit de importanță comunitară — SCI) din Germania întinsă pe o suprafață de 2.390,56 ha, integral pe uscat.

## Localizare
Centrul sitului Donauwörther Forst mit Standortübungsplatz und Harburger Karab este situat la coordonatele 48°45′07″N 10°48′41″E / 48.7519°N 10.8114°E.

## Înființare
Situl Donauwörther Forst mit Standortübungsplatz und Harburger Karab a fost declarat sit de importanță comunitară în noiembrie 2004 pentru a proteja 2 specii de animale. Situl a fost protejat și ca arie specială de conservare în aprilie 2016.

## Biodiversitate
Situată în ecoregiunea continentală, aria protejată conține 4 habitate naturale: Pajiști carstice calcaroase sau bazofile, de Alysso-Sedion albi, Pajiști uscate seminaturale și facies de acoperire cu tufișuri pe substraturi calcaroase (Festuco-Brometalia) (* situri importante pentru orhidee), Fânețe de joasă altitudine (Alopecurus pratensis, Sanguisorba officinalis), Păduri de fag Asperulo-Fagetum.
La baza desemnării sitului se află mai multe specii protejate:
- amfibieni (1): izvoraș-cu-burta-galbenă (Bombina variegata)
- mamifere (1): liliac cu urechi mari (Myotis bechsteinii)